# Герхард Бергер
Герхард Бергер, рођен 27. августа 1959. године је бивши аустријски возач Формуле 1, познат и по томе што је био власник 50% деоница тима Торо росо, све док његов део није откупио аустријски бизнисмен Дитрих Матешиц.